# Висока медицинска и пословно-технолошка школа струковних студија
Висока медицинска и пословно-технолошка школа струковних студија илити Одсек за медицинске и пословно-технолошке студије Академије струковних студија Шабац је високошколска установа у Шапцу.

## Историјат
Висока медицинска и пословно-технолошка школа струковних студија основана 1960. године под именом Виша хемијско-технолошка школа ради задовољења потреба за стручним кадром у области базне хемије у хемијској индустрији и њој сродним индустријама у Шапцу и околини, али се кадар из ове школе показао као добар и у другим градовима даље од Шапца (попут Лознице, Бора, Прахова, Крушевца, Суботице).
Током 2007. године мења име у Високу технолошку школу струковних студија, као и 2016. године када мења име у Висока медицинска и пословно-технолошка школа струковних студија. Приликом обе промене имена су проширили број студентских програма и области.
Висока медицинска и пословно-технолошка школа струковних студија је 2019. или 2020. године, заједно са Високом пољопривредном школом струковних студија у Шапцу и Високом школом струковних студија за васпитаче у Шапцу, је ушла у састав Академију струковних студија Шабац, као Одсек за медицинске и пословно-технолошке студије.

## Студијски програми
Висока медицинска и пословно-технолошка школа струковних студија уписује следеће студијске програме:
- Основне струковне студије:
  - Информационе технологије
  - Економија
  - Инжењерски менаџмент
  - Заштита животне средине
  - Фармација
  - Здравствена нега
  - Гастрономија
  - Прехрамбена технологија
- Мастер струковне студије:
  - Здравствена нега